# Mitsuo Ogasawara
Mitsuo Ogasawara (小笠原 満男 Ogasawara Mitsuo?,  nacido el 5 de abril de 1979 en Morioka, Iwate) es un exfutbolista japonés. Jugaba de centrocampista y su último club fue el Kashima Antlers de la J1 League de Japón, donde desarrolló casi toda su carrera deportiva.

## Trayectoria

### Clubes
| Club               | País   | Año         |
| ------------------ | ------ | ----------- |
| Kashima Antlers    | Japón  | 1998 - 2018 |
| Messina (préstamo) | Italia | 2006 - 2007 |

### Selección nacional
| Selección | País  | Año         |
| --------- | ----- | ----------- |
| Sub-17    | Japón | 1995        |
| Sub-20    | Japón | 1998 - 1999 |
| Sub-23    | Japón | 1999        |
| Absoluta  | Japón | 2002 - 2010 |

## Palmarés

### Títulos nacionales
| Título             | Club            | País  | Año  |
| ------------------ | --------------- | ----- | ---- |
| Supercopa de Japón | Kashima Antlers | Japón | 1998 |
| J1 League          | Kashima Antlers | Japón | 1998 |
| Supercopa de Japón | Kashima Antlers | Japón | 1999 |
| Copa J. League     | Kashima Antlers | Japón | 2000 |
| J1 League          | Kashima Antlers | Japón | 2000 |
| Copa del Emperador | Kashima Antlers | Japón | 2000 |
| J1 League          | Kashima Antlers | Japón | 2001 |
| Copa J. League     | Kashima Antlers | Japón | 2002 |
| J1 League          | Kashima Antlers | Japón | 2007 |
| Copa del Emperador | Kashima Antlers | Japón | 2007 |
| J1 League          | Kashima Antlers | Japón | 2008 |
| Supercopa de Japón | Kashima Antlers | Japón | 2009 |
| J1 League          | Kashima Antlers | Japón | 2009 |
| Supercopa de Japón | Kashima Antlers | Japón | 2010 |
| Copa del Emperador | Kashima Antlers | Japón | 2010 |
| Copa J. League     | Kashima Antlers | Japón | 2011 |
| Copa J. League     | Kashima Antlers | Japón | 2012 |
| Copa J. League     | Kashima Antlers | Japón | 2015 |
| J1 League          | Kashima Antlers | Japón | 2016 |
| Copa del Emperador | Kashima Antlers | Japón | 2016 |
| Supercopa de Japón | Kashima Antlers | Japón | 2017 |

### Títulos internacionales
| Título                      | Club (*)           | Sede    | Año  |
| --------------------------- | ------------------ | ------- | ---- |
| Copa de Campeones A3        | Kashima Antlers    | Tokio   | 2003 |
| Copa Asiática               | Selección de Japón | Pekín   | 2004 |
| Copa Suruga Bank            | Kashima Antlers    | Kashima | 2012 |
| Copa Suruga Bank            | Kashima Antlers    | Kashima | 2013 |
| Liga de Campeones de la AFC | Kashima Antlers    | Teherán | 2018 |

(*) Incluyendo la selección

### Distinciones individuales
| Distinción                                  | Año  |
| ------------------------------------------- | ---- |
| MVP del Campeonato de la J. League          | 2000 |
| Jugador Excepcional del Año de la J. League | 2001 |
| J. League Best XI                           | 2001 |
| MVP del Campeonato de la J. League          | 2001 |
| MVP de la Final de la Copa del Emperador    | 2001 |
| Mejor gol de enero de la AFC                | 2001 |
| Jugador Excepcional del Año de la J. League | 2002 |
| J. League Best XI                           | 2002 |
| Mejor Jugador de la Copa J. League          | 2002 |
| Jugador Excepcional del Año de la J. League | 2003 |
| J. League Best XI                           | 2003 |
| Jugador Excepcional del Año de la J. League | 2004 |
| J. League Best XI                           | 2004 |
| Jugador Excepcional del Año de la J. League | 2005 |
| J. League Best XI                           | 2005 |
| Jugador Excepcional del Año de la J. League | 2008 |
| Jugador Excepcional del Año de la J. League | 2009 |
| J. League Best XI                           | 2009 |
| Jugador del Año de la J. League             | 2009 |
| Jugador japonés del Año                     | 2009 |
| Jugador Excepcional del Año de la J. League | 2010 |
| Mejor Jugador de la Copa J. League          | 2015 |
| MVP de Junio de la J. League                | 2016 |